# Acquigny
Acquigny – miejscowość i gmina we Francji, w regionie Normandia, w departamencie Eure.
Według danych na rok 1990 gminę zamieszkiwały 1292 osoby, a gęstość zaludnienia wynosiła 72 osoby/km².